# Râul Cucuieți, Tazlăul Mare
Râul Cucuieți este un curs de apă, afluent al râului Tazlăul Mare.

## Hărți
- Ovidiu Gabor - Economic Mechanism in Water Management ][nefuncțională]